# اولکسیا بایلک
اولکسیا بایلک (اوکراینی: Олексій Григорович Бєлік؛ زادهٔ ۱۵ فوریهٔ ۱۹۸۱) یک بازیکن فوتبال اهل اوکراین است.
وی همچنین در تیم ملی فوتبال اوکراین بازی کرده‌است.